# Jakob Ben Michael Brüll
Jakob Brüll (Jakob ben Michael Brüll, hebrejsky יעקב בריל‎, 16. ledna nebo 16. listopadu 1812, Rousínov - 29. listopadu 1889, Kojetín) byl moravský rabín a uznávaný znalec talmudu.

## Život a činnost
Od roku 1843 až do své smrti působil jako rabín v Kojetíně, kde kolem sebe shromáždil okruh studentů a rozvinul čilou badatelskou a spisovatelskou činnost. Mezi jeho žáky byl také David Kaufmann.
Jako Brüll byl ženatý s Reginou Rivkou (Rebekou), roz. Trebitschovou (1812–1898), dcerou moravského zemského rabína Nehemiase Trebitsche. Manželé měli dva syny: 
- Nechemja Brüll (1843, Rousínov - 1891, Frankfurt nad Mohanem), rabín a znalec talmudu
- Adolf (Elchanan) Brüll (1846, Kojetín -1908, Frankfurt nad Mohanem), náboženský pedagog a znalec talmudu

## Dílo (výběr)
Jeho nejvýznamnějším dílem je úvod do Mišny ve dvou částech (1876 a 1885), z nichž první část obsahuje biografie a vyučovací metody Tana'im s historickým odkazem na Ezdráše, druhá část komplexní strukturální studie textu Mišny.
- Forschungen über die Targumim und Midraschim, 1852
- Mewo hamischna (Einleitung in die Mischna), Frankfurt/M. 1876 und 1885
- Ben sekenim (talmudische Abhandlungen), Drohobycz 1889